# Аблатуйский Бор
Аблатуйский Бор — село в Улётовском районе Забайкальского края России. Административный центр сельского поселения «Аблатуйское».

## География
Село находится в центральной части района, на расстоянии примерно 25 км (по прямой) к юго-западу от села Улёты, административного центра района. 

### Климат
Климат характеризуется как резко континентальный с продолжительной холодной малоснежной зимой, тёплым летом и большими перепадами сезонных и суточных температур. Среднегодовая температура воздуха составляет 1,5 — 2 °С. Средняя многолетняя температура самого холодного месяца (января) составляет −24 — −22 °С (абсолютный минимум — −44 °С), температура самого тёплого (июля) — 14 — 16 °С (абсолютный максимум — 38 °С). Среднегодовое количество осадков — 300—500 мм.

### Часовой пояс
Село Аблатуйский Бор находится в часовой зоне МСК+6. Смещение применяемого времени относительно UTC составляет +9:00.

## История
У Доронинского содового озера в 1924 году началась промышленная добыча соды, на восточном берегу озера возник небольшой посёлок Содовый Завод, в котором в 1934 году уже проживало 443 человека. В посёлке была электростанция, водокачка, мельница и лесопилка. В 1952 году содовый завод был закрыт из-за нерентабельности, а жители были привлечены к организации военного совхоза № 6 Забайкальского военного округа, чей посёлок был размещен примерно в 4 км на юг от Доронинского озера, у южной окраины Аблатуйского бора. В 1998 году Военный совхоз № 6 переименовали в «ГУСП Аблатуйский бор», а в 1999 году расформировали.

## Население
| 1989 | 2002 | 2010 | 2021 |
| ---- | ---- | ---- | ---- |
| 1040 | ↘672 | ↘547 | ↘514 |

### Национальный состав
Согласно результатам переписи 2002 года, в национальной структуре населения русские составляли 95 % из 672 чел.